# Континентальний конгрес
Континентальний конгрес (англ. Continental Congress) — тимчасовий уряд, що виник в результаті Американської революції і був de facto першим урядом США. Цей уряд не мав законодавчої основи та повністю залежав від окремих колоній щодо виконання рішень, фінансування та інших ресурсів. Фактично Континентальний конгрес був двома окремими організаціями, що представляли колишні тринадцять британських колоній у Північній Америці та штати, на які ці колонії перетворилися в 1776 році:
- Перший Континентальний конгрес засідав з 5 вересня 1774 року до 26 жовтня 1774 року.
- Другий Континентальний конгрес засідав з 10 травня 1775 року до ратифікації Статей Конфедерації 1 березня 1781 року.

Після ратифікації Статей, Континентальний Конгрес був замінений першим de jure федеральним урядом США, Конгресом Конфедерації, членами якого автоматично стали члени Другого Континентального конгресу.[джерело?]

## Перший континентальний конгрес
Перший Континентальний конгрес збирався на короткий час у Карпентерс-голі у Філадельфії, штат Пенсільванія, з 5 вересня по 26 жовтня 1774 року. У ньому взяли участь делегати від дванадцяти з тринадцяти колоній, які зрештою приєдналися до війни за незалежність. Лише Джорджія, де лоялістські почуття все ще переважали патріотичні емоції, і яка покладалася на військові постачання Великої Британії для захисту поселенців від можливих нападів індіанців, не робила цього, а також Східна та Західна Флорида, які на той час також були британськими колоніями. Загалом були присутні 56 делегатів, у тому числі Джордж Вашингтон, Патрик Генрі та Джон Адамс. Серед інших відомих делегатів були Самюел Адамс із штату Массачусетс-Бей та Джозеф Гелловей і Джон Дикінсон із провінції Пенсільванія. Пейтон Рендольф з Вірджинії який був її президентом на той час.
Бенджамін Франклін висунув ідею такої зустрічі роком раніше, але він не зміг переконати колонії в її необхідності, аж поки Королівський флот не заблокував Бостонську гавань, а парламент не ухвалив каральні нестерпні закони у 1774 році у відповідь на Бостонське чаювання. Під час засідання делегати конгресу організували економічний бойкот Великої Британії на знак протесту та звернулися до короля з проханням усунути невдоволення. Колонії були об’єднані у своїх зусиллях продемонструвати метрополії свою владу завдяки спільним справам і єдності, але їхні кінцеві цілі були непослідовними. Більшість делегатів ще не були готові відокремитися від Великої Британії, але вони безперечно хотіли, щоб король і парламент діяли у спосіб, який вони вважали більш справедливим. Делегати від провінцій Пенсільванія та Нью-Йорк отримали чіткі вказівки досягти резолюції з Великою Британією. У той час як усі інші колонії вважали ідею колоніальних прав першочерговою, вони були розділені на тих, хто прагнув законодавчої рівності з Великобританією, і тих, хто натомість виступав за незалежність і відділення Британської монархії та її ексцесів.

## Другий Континентальний конгрес

Карта східної частини Північної Америки 1775 року та сучасні кордони штатів США / in 1775 and present-day U.S. state boundaries
----
Тринадцять колоній
Інші британські колонії
Іспанське Генерал-капітанство Куби та Нових Філіппін

У Лондоні парламент обговорював доцільність задоволення вимог, висунутих колоніями. Однак не звернув офіційної уваги на петиції та звернення Конгресу. 30 листопада 1774 року король Георг III відкрив парламент промовою, в якій засудив штат Массачусетс і Саффолк Резолвз, що спонукало Континентальний конгрес зібратися знову.
Другий Континентальний конгрес зібрався 10 травня 1775 року в будівлі штату Пенсільванія у Філадельфії незабаром після початку війни за незалежність. Спочатку він функціонував як де-факто загальний уряд, збираючи армії, керуючи стратегією, призначаючи дипломатів і укладаючи офіційні договори. Тринадцять колоній були представлені, коли наступного року вони ухвалили резолюцію про незалежність 2 липня 1776 року, а через два дні затвердили Декларацію незалежності. Томас Джефферсон підготував проект декларації, а Джон Адамс був лідером у дебатах на користь її прийняття. Після цього Конгрес працював як тимчасовий уряд Сполучених Штатів Америки до 1 березня 1781 року.
Щоб керувати військовими діями та підтримувати єдність між штатами, Конгрес створив різні постійні комітети для вирішення пов’язаної з війною діяльності, такі як комітет секретної кореспонденції, казначейська рада, рада війни та боєприпасів і рада військово-морського флоту. Багато роботи також було виконано в невеликих спеціальних комітетах. Одній з таких невеликих груп було доручено розробити конституцію для увічнення нового Союзу. Така угода, Статті Конфедерації, була схвалена Конгресом 15 листопада 1777 року та надіслана до штатів для ратифікації.